# Secundaire eigenschap
Een bijkomstige of secundaire eigenschap is in de filosofie een kwaliteit die niet wezenlijk aan een object kan worden toegeschreven. Secundaire eigenschappen worden formeel onderscheiden van primaire of essentiële eigenschappen.

## Voorbeelden
Een primaire eigenschap is iets zonder welke een ding niet kan bestaan, het ontbreken van een secundaire eigenschap daarentegen heft het bestaan van een ding niet op. Voorbeeld: een lange hals. De "hals-heid" is een primaire eigenschap, terwijl de "lang-heid" een secundaire eigenschap is. Een ander voorbeeld is koningin Beatrix; volgens sommigen is haar "koningin-zijn" een bijkomstige eigenschap, terwijl het "Beatrix-zijn" een essentiële eigenschap is.
In de analytische filosofie wordt vaak ter illustratie gesproken over een "perfecte kopieermachine": alle eigenschappen die noodzakelijk zijn voor het voortbestaan van het object moeten "gekopieerd" worden, terwijl secundaire eigenschappen "weggelaten" kunnen worden.